# 南魚沼広域有機センター
南魚沼広域有機センター（みなみうおぬまこういきゆうきセンター）とは、南魚沼市茗荷沢のJA魚沼みなみ・JAしおざわが共同運営している堆肥製造・販売施設である。

## 特徴
施設の運営維持の特徴は以下のとおりである。
- 堆肥の原料は、南魚沼市と湯沢町の有機資源を利用している。
- 原料は、畜産農家から排出される家畜の糞尿、稲作農家の籾殻、シイタケ栽培農家のきのこ廃菌床などである。
- 本来は個別に廃棄される原料を利用した資源循環型農業を目指している。

## 施設概要

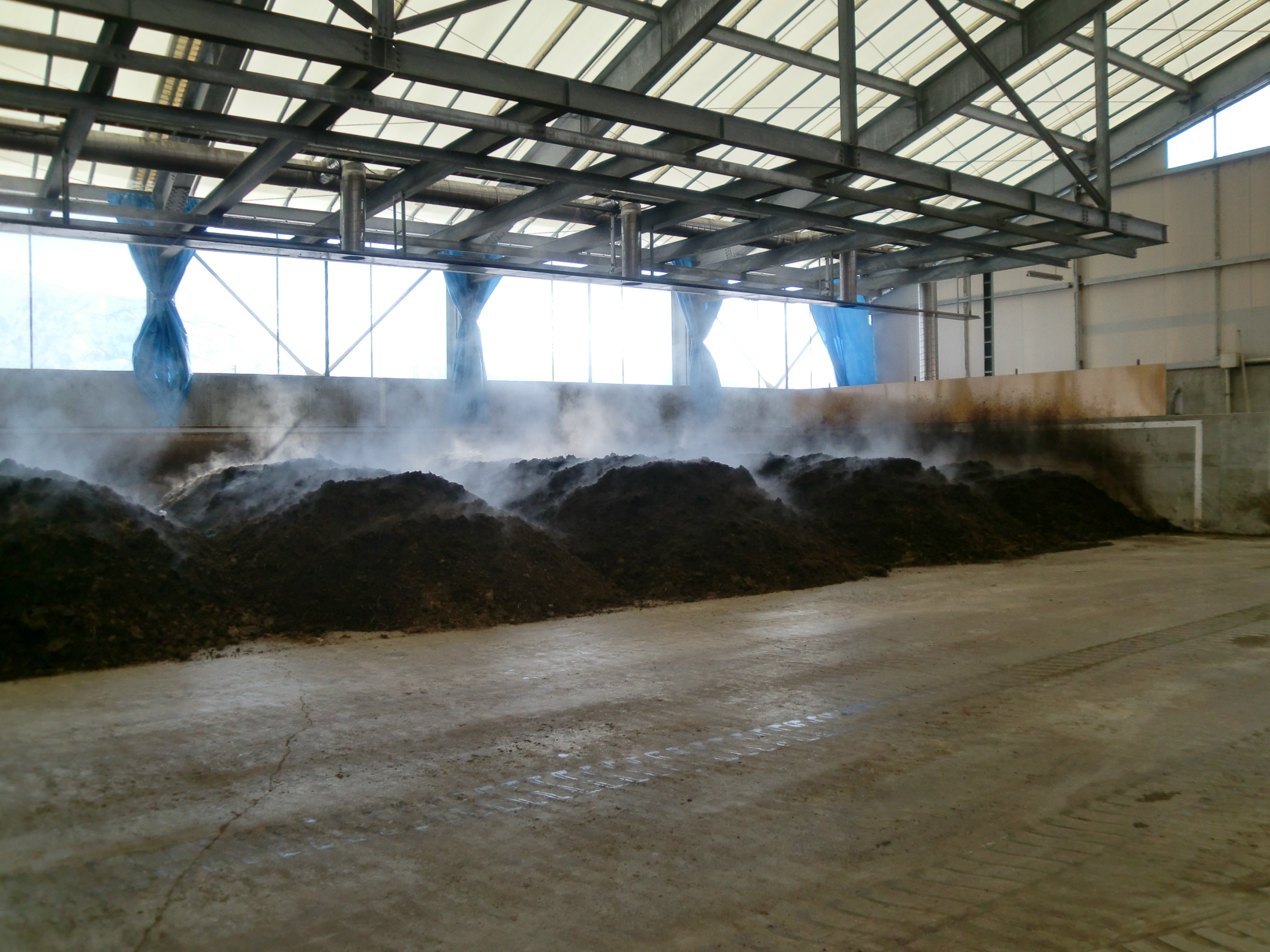
南魚沼広域有機センター

- 場所：新潟県南魚沼市茗荷沢1193番地1
- 敷地面積：5,241㎡
- 事業主体：南魚沼市
- 助成制度
  - 農林水産省バイオマス利活用フロンティア整備事業・バイオマスの環づくり交付金事業。
- 総事業費：664 百万円
  - 施工会社：新潟セルテック建設株式会社
  - 撹拌方式：日環エンジニアリング製「オープン式KS10-2000型」
- 維持管理費：19,029 千円 /年

## 堆肥成分
- 堆肥の種別：堆積方式（通気型）・開放型撹拌ロータリー式
- 搬入量：年間 6,492 t /年（21.6 t /日） 
  - 肉牛ふん尿（混合）年間 1,496 t /年（5.0 t /日）
  - 乳牛ふん尿（混合）年間 2,400 t /年（8.0 t /日）
  - もみ殻 年間 1,600 t /年（5.3 t /日）
  - 茸廃菌床、米ぬか 年間 996 t /年（3.3 t /日）
- 生成量：年間 4,304 t /年（12.0 t /日） 
  - 含水率 64.1（％）
  - N（窒素） ：0.8（％）
  - P2O5（リン酸）：1.1（％）
  - K2O（カリウム）：1.1（％）
  - C/N比（炭素率）：19

## 沿革
- 2005年（平成17年） - 3月、発酵棟と脱臭棟が完成。
  - 12月、製品保管棟が完成。
- 2006年（平成18年） - 1月4日、供用開始。

## アクセス
- 関越自動車道大和SIC より、約5分。
- 上越新幹線浦佐駅より、車で約10分。